# Viera Gergeľová
Viera Gergeľová (ur. 3 listopada 1930 w Nowych Zamkach, zm. 23 lub 24 sierpnia 2004 w Bratysławie) – słowacka ilustratorka, malarka i graficzka.

## Życiorys
Urodziła się 3 listopada 1930 roku w Nowych Zamkach. W latach 1948–1952 studiowała w Wyższej Szkole Rzemiosła Artystycznego w Pradze pod kierunkiem Petra Dillingera. W latach 1952–1959 kontynuowała naukę w Wyższej Szkole Sztuk Pięknych w Bratysławie w pracowni grafiki Vincenta Hložníka. Razem z przyszłym mężem, artystą Janem Lebišem, była jednym z pierwszych absolwentów nowo powstałego kierunku grafiki na uczelni. Należała do grupy artystycznej Club grafikov.
Tworzyła ilustracje przede wszystkim dla najmłodszych dzieci. Na jej pełnych wyobraźni ilustracjach wychowały się pokolenia Słowaków. Prace Gergeľovej miały różnorodną kolorystykę: czasem posługiwała się żywymi, kontrastowymi barwami, a czasem wybierała przytłumioną paletę. Kontrasty widać także w przyjętej konwencji ilustracji. Niektóre z jej prac mają bowiem charakter liryczny, zaś inne są konkretne i dosłowne. Z początku posługiwała się drzeworytem i akwafortą, po czym w jej twórczości zaczęła przeważać litografia. Oprócz ilustracji i grafiki artystycznej tworzyła także obrazy.
Laureatka wielu nagród i wyróżnień. W 1982 roku otrzymała nagrodę im. Martina Benki, a w 1988 roku przyznano jej nagrodę im. Ľudovíta Fulli. Rok później jej ilustracje do książki Čertov mlynček zostały wyróżnione Złotym Jabłkiem na Biennale Ilustracji Bratysława.
Zmarła 23 lub 24 sierpnia 2004 roku w Záhorskiej Bystricy, dzielnicy Bratysławy.